# Jôf di Montasio
 Jôf di Montasio  (friuliska: Jôf dal Montâs; slovenska: Montaž; tyska: Montasch) är den näst högsta toppen i Juliska alperna.
Det är en markant topp av Dachstein-kalk och dolomit från Trias  (figur 1, sid. 2 i referensen), i nordostligaste Italien. Den imponerande västväggen är från dalbotten ca. 1900 m.
Sedan medeltiden utgjorde det ca. 20 km långa massivet gräns mellan Kärnten och Republiken Venedigs Domini di Terraferma (hinterland). I första världskriget annekterades det och omkringliggande dalar, bland andra Val Canale, av Italien.
I dalarna runt berget var de autoktona språken huvudsakligen friuliska, slovenska och tyska , men efter den italienska annekteringen är italienska officiellt språk. Bergets italienska namn Montasio är härlett från friuliskan (finns också i låneform i slovenskan och tyskan). Det gamla slovenska namnet på toppen är Špik nad policami (”spetsen ovan klipphyllorna”) eller Poliški Špik; det gamla tyska Bramkofel (”mastspetsen", av ”Bramstenge” för det översta segmentet på en skeppsmast och ”Kofel” för spets). Både det slovenska och tyska namnet syftar på bergets prominenta form.